# Second Coming
 Second Coming  — другий альбом британського гурту The Stone Roses, випущений 1994 року у Великій Британії.

## Список композицій
Всі пісні написані Джоном Сквайром, крім тих випадків, де вказано інше.
1. «Breaking into Heaven» — 11:21
2. «Driving South» — 5:09
3. «Ten Storey Love Song» — 4:29
4. «Daybreak» (Ієн Браун, Гері Мунфілд, Сквайр, Алан Рен) — 6:33
5. «Your Star Will Shine» — 2:59
6. «Straight to the Man» (Браун) — 3:15
7. «Begging You» (Сквайр, Браун) — 4:56
8. «Tightrope» — 4:27
9. «Good Times» — 5:40
10. «Tears» — 6:50
11. «How Do You Sleep» — 4:59
12. «Love Spreads» — 5:46

## Чарти
| Чарт (1994–1995)                                     | Найвища позиція |
| ---------------------------------------------------- | --------------- |
| Австралія Australian Albums (ARIA)                   | 17              |
| Австрія Austrian Albums (Ö3 Austria)                 | 35              |
| Канада Canada Top Albums/CDs (RPM)                   | 24              |
| Нідерланди Dutch Albums (MegaCharts)                 | 61              |
| Німеччина German Albums (Offizielle Top 100)         | 57              |
| Нова Зеландія New Zealand Albums (Recorded Music NZ) | 38              |
| Швеція Swedish Albums (Sverigetopplistan)            | 26              |
| Швейцарія Swiss Albums (Schweizer Hitparade)         | 35              |
| UK Albums (OCC)                                      | 4               |
| США Billboard 200                                    | 47              |